# Emperador Tianqi
Tianqi (xinès: 天啓) (1605-1627) va ser el 15è i penúltim emperador de la Dinastia Ming (1368-1644) a la Xina. Pràcticament analfabet va cedir tot el poder al funcionari eunuc Wei Zhongxian.

## Biografia
Zhu Youxiao va néixer a Pequín el 23 de desembre de 1605, fill gran de l'emperador Taichang, va regnar de l'1 d'octubre de 1620 al 30 de setembre de 1627, amb el nom de Tianqi que significa "Obertura del Cel" i amb el nom de temple de Xizong. Va tenir tres fills i dues filles.
Zhu va ascendir al poder a l'edat de 15 anys, i com que era pràcticament analfabet i no tenia cap interès pels estudis va deixar el poder en mans de l'eunuc Wei Zhongxian.
Wei es va convertir en l'eunuc més poderós de la història de la Xina amb una actuació despòtica que va provocar la destitució o execució de centenars de funcionaris d'orientació confucianista. Per actuar contra Wei, un grup de reformadors (Acadèmia Donglin) va intentar tornar a introduir els valors confucians, però van fracassar i van ser assassinats juntament amb alguns dels seus 700 seguidors.
L'emperador dedicava la major part del seu temps a fer tasques de fuster, a la construcció de mobles i jocs de titelles (傀儡戏 kuilei xi) Durant el seu regnat les condicions de vida de la població van empitjorar de forma notable, situació que va provocar moltes rebel·lions populars i diverses invasions estrangeres. Al final del regnat la dinastia no tenia recursos i havia perdut el control del país.
Va morir el 30 de setembre de 1627. Va ser enterrat al mausoleu de Deling a les muntanyes de Tianshou. El va succeir el seu germà petit Zhu Youjian amb el nom d'emperador Chongzhen, com a alternativa pel fet que tots els seus fills havien mort molt joves.